# Anomala subtomentella
Anomala subtomentella är en skalbaggsart som beskrevs av Lin 1996. Anomala subtomentella ingår i släktet Anomala och familjen Rutelidae. Inga underarter finns listade i Catalogue of Life.